# 五城信用組合

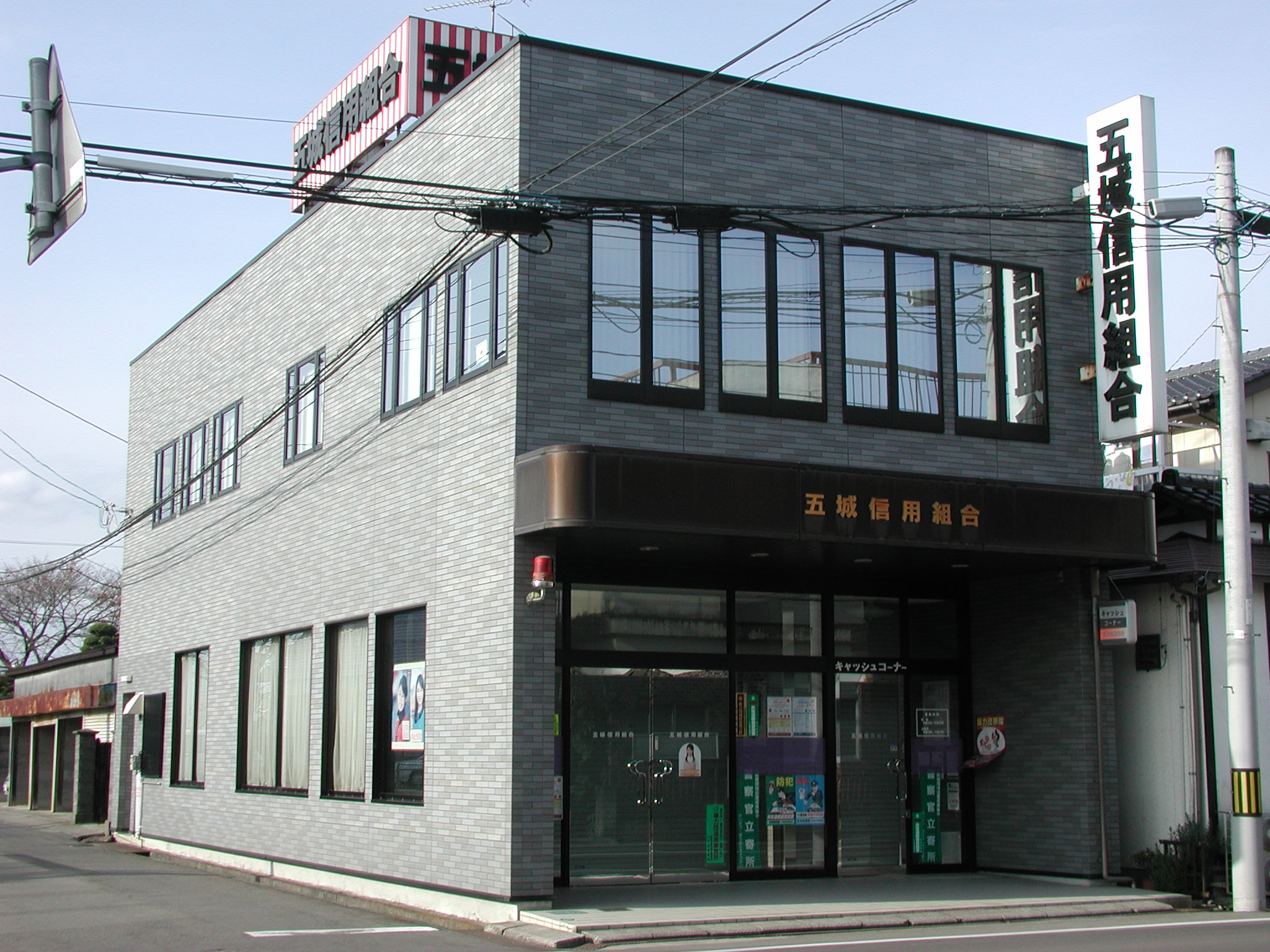
本店（2009年11月撮影）

五城信用組合（ごじょうしんようくみあい）とは、かつて宮城県柴田郡大河原町に本店を置いた信用組合である。

## 概要
設立は1960年（昭和35年）9月。
2013年11月25日、福島県相馬市に本店を置く相双信用組合と対等合併(法人格上は、相双信組が五城信組を吸収合併)。相双信組は、商号を「相双五城信用組合」に改称した。

## 店舗
2013年（平成25年）3月現在
：括弧内は店舗コード
- 本店（001）- 宮城県柴田郡大河原町大谷字町向101-7
- 岩沼支店（002）- 宮城県岩沼市桑原一丁目1-11
- 蔵王支店（003）- 宮城県刈田郡蔵王町大字円田字駅内57-13